# NGC 530
NGC 530 (другие обозначения — IC 106, UGC 965, MCG 0-4-119, ZWG 385.108, PGC 5210) — галактика в созвездии Кит. Открыта Льюисом Свифтом в 1865 году, описывается Дрейером как «очень тусклый, маленький объект сильно вытянутой формы, к юго-востоку наблюдается тусклая звезда».
Этот объект входит в число перечисленных в оригинальной редакции «Нового общего каталога».
В галактике наблюдается повышенное ультрафиолетовое излучение, и потому её относят к галактикам Маркаряна (Mkr 1154).
Галактика NGC 530 входит в состав группы галактик NGC 545. Помимо NGC 530 в группу также входят ещё 10 галактик.